# Tragacantha orbignyana
Tragacantha orbignyana là một loài thực vật có hoa trong họ Đậu. Loài này được (Wedd.) Kuntze miêu tả khoa học đầu tiên năm 1891.